# Karl Wilhelm Thilo
Karl Wilhelm Thilo (* 23. Februar 1911 in Lahr; † 8. April 1997 in Oberammergau) war ein Generalstabsoffizier der Wehrmacht und Generalleutnant der Bundeswehr.

## Leben
Nach dem Abitur 1930 trat Thilo in das Bayerische Infanterieregiment 19 der 7. Division der Reichswehr ein.
Als Hauptmann und Regimentsadjutant im Infanterie-Regiment 40 kam er an der Ostfront bei Brjansk, Orel und Tula zum Einsatz. Nach dem Besuch der Kriegsakademie diente er bis Dezember 1942 als Generalstabsoffizier in der Operationsabteilung des Oberkommando des Heeres. Thilo war mittelbar in Kriegsverbrechen auf dem Balkan involviert. So telegraphierte er am 10. Juni 1943 den Befehl an die Kommandeure der Regimenter weiter: „Kein wehrfähiger Mann verlässt lebend den Kessel.“ In einer Aktennotiz schrieb er: „Alle Bewaffneten werden erschossen. Dörfer, aus denen geschossen wird, werden abgebrannt, alle Männer erschossen.“ Als für die Operationsplanung zuständiger Erster Generalstabsoffizier (Ia) der 1. Gebirgs-Division befahl Thilo in Griechenland und Montenegro die Erschießung mutmaßlicher Partisanen. Im April 1992 legten Friedensaktivisten von Pax Christi und der Landtagsabgeordnete Raimund Kamm (Bündnisgrüne) Aktenmaterial vor, das eine Beteiligung Thilos an den Sühnemaßnahmen auf dem Balkan belegen sollte. Bei Kriegsende war Thilo in der operativen Planung des OKH tätig. Dabei sollten u. a. ohne Rücksichtnahme auf die Zivilbevölkerung Breslau, Danzig, Königsberg und Berlin als Festungen bis zum letzten Mann gehalten werden.
Im Zweiten Weltkrieg wurde er mit dem Eisernen Kreuz I. Klasse ausgezeichnet.
Im Oktober 1947 kehrte Thilo aus amerikanischer Kriegsgefangenschaft zurück. Bei einer Augsburger Papierfabrik wurde er Kaufmann und Prokurist, da ihm ein Studium auf Grund seiner Wehrmachtsvergangenheit verwehrt wurde. Mit Gründung der Bundeswehr wurde Thilo wieder Soldat: im August 1956 begann er als Führer Vorauspersonal Heeresstab II und wurde erster Chef des Stabes II. Korps in Ulm. Später war er vom 1. Oktober 1961 bis 31. Dezember 1964 Stellvertretender Inspekteur des Heeres, 1965 bis 1967 Kommandeur der 1. Gebirgs-Division. Danach war er als Generalleutnant Kommandierender General (KG) des II. Korps in Ulm bis zu seiner vorzeitigen Entlassung (Oktober 1970).
Thilo hatte in einem Zeitungsinterview mehrere Entscheidungen von Verteidigungsminister Helmut Schmidt kritisiert und unter anderem die Ablösung von Heinz Karst (der zum 1. Oktober 1970 in den einstweiligen Ruhestand verabschiedet wurde) mit der Blomberg-Fritsch-Krise 1938 verglichen, bei der Hitler die Generäle Werner von Blomberg und Werner von Fritsch entlassen und sich selbst zum Oberbefehlshaber der Wehrmacht ernannt hatte. Thilos Zurruhesetzung wurde nach dem Interview um sechs Monate ebenfalls auf den 1. Oktober 1970 vorgezogen.
Thilo formulierte im Ruhestand 1985 eine grundsätzliche Stellungnahme zum Traditionsverständnis der Bundeswehr: Es sei „Ehrabschneiderei“, dass die außergewöhnlichen Leistungen der Gebirgsjäger nicht anerkannt würden. In den 1980er Jahren wurden öffentlich Diskussionen um Kasernennamen unter anderem bei Kasernen der Gebirgsjägertruppe der Bundeswehr geführt, die teilweise nach verurteilten (Ludwig Kübler) oder nachweislichen (Eduard Dietl) Kriegsverbrechern benannt waren und ab Mitte der 1990er Jahre umbenannt wurden.

## Eigene Veröffentlichungen
- Ein junger Offizier erlebt Hitler. In: Europäische Wehrkunde. München, 30 (1981), S. 413–419.
- Der Einsatz auf dem Balkan. In: Hubert Lanz: Gebirgsjäger. Die 1. Gebirgsdivision 1935–1945, Bad Nauheim 1954.
- Gedanken zur Tradition der Gebirgstruppe. In: Die Gebirgstruppe. Zeitschrift des Kameradenkreises der Gebirgstruppe, 2/1985.